# Arved Deringer
Arved Deringer (ur. 4 czerwca 1913 w Jelizawietowce (Neustuttgart), obecnie na Ukrainie w rejonie berdiańskim, zm. 25 października 2011 w Stuttgarcie) – niemiecki polityk i prawnik, parlamentarzysta krajowy i europejski.

## Życiorys
Urodził się jako najstarsze z ośmiorga dzieci w rodzinie pastora, w 1918 wraz z rodzicami wyemigrował do Niemiec, uciekając przed rewolucją październikową. Po ukończeniu gimnazjum w Templin studiował prawo i teologię ewangelicką na uczelniach w Tybindze, Kilonii, Berlinie i Genewie, zdając pierwszy (1937) i drugi (1942) egzamin państwowy. W 1932 wstąpił do Narodowosocjalistycznej Niemieckiej Partii Robotników. Podczas II wojny światowej walczył w Kriegsmarine, dochodząc do rangi oficerskiej. Znalazł się w niewoli francuskiej, z której wyszedł w czerwcu 1947. Pracował początkowo dla amerykańskich wojsk okupacyjnych w Kassel jako księgowy i agent ubezpieczeniowy, następnie uzyskał uprawnienia adwokata. Od 1951 praktykował w Stuttgarcie jako partner w kancelarii Gleiss Deringer, od 1962 w kancelarii Deringer Tessin Herrmann & Sedemund (później po fuzjach stała się ona dużą kancelarią Freshfields). Specjalizował się w zakresie prawa antymonopolowego. W 1992 przeszedł na emeryturę, zajmował się doradztwem w państwach Europy Wschodniej, m.in. dla rządu Łotwy (1992) i komitetu antymonopolowego na Ukrainie (1993–1995).
W 1953 wstąpił do Unii Chrześcijańsko-Demokratycznej, był szefem CDU w powiecie Waiblingen. Od 1957 do 1969 był deputowanym Bundestagu, w latach 1958–1970 delegat do Parlamentu Europejskiego. Od 1966 kierował komisją prawną w Europarlamencie.

## Odznaczenia
Odznaczony Orderu Zasługi Republiki Federalnej Niemiec: Krzyżem Oficerskim (1968) i Krzyżem Wielkim (1998). Uzyskał także honorowy tytuł profesora prawa europejskiego.